# Владислав Додић
Владислав Додић (Краљево, 8. новембар 1909 - Београд, 25. мај 1943) је био коњички капетан Југословенске војске и један од главних покретача рада Југословенске војске у Отаџбини на простору смедеревског краја.

## Живот
Рођен је као старији син коњичког бригадног генерала Душана Додића и Емилије (рођ. Урошевић).
Нижу школу Војне академије завршио је 1928. године. Тридесетих година 20. века завршава Вишу школу Војне академије. Службује по коњичким јединицама.
Априлски рат 1941.г. дочекао је као командант коњичког ескадрона у Коњичком пуку краљеве гарде у чину капетана I класе. Прикључује се четничком покрету Драже Михаиловића. Бори се против Немаца и комуниста. Делује у Јасеничком крају. У чин мајора унапређен је 1942.г. Немци га заробљавају у Кусатку 27. децембра 1942. г. Пребачен у логор на Бањици 24. маја, а 25. маја 1943.г. стрељан је у Јајинцима.
На предлог СУБНОР-а, Президијум Народне скупштине Народне Републике Србије издао је његовој породици „Споменицу на жртве терора фашистичких окупатора и њихових слугу“ 29. новембра 1950.г.

## Одликовања
- Орден Белог орла са мачевима IV реда (1943)[2]